# Comtat de Norfolk (Canadà)
Norfolk (AFI /ˈnɔrfoʊk/) és un municipi rural d'un sol nivell a la riba nord del llac Erie, al sud-oest d'Ontario, Canadà, amb una població de 73.015 habitants el 2023. Malgrat el nom de comtat de Norfolk, va deixar de ser un comtat en un sentit estricte, ja que tots els serveis municipals són gestionats per un sol nivell de govern. La comunitat més gran del comtat de Norfolk és Simcoe, la població de la qual el 2021 era de 16.121 habitants. Els altres centres de població són Port Dover, Delhi, Waterford i Port Rowan, i hi ha moltes comunitats més petites. El comtat romangué fusionat amb el comtat de Haldimand, diversos anys a finals del segle xx, però aquesta unió es va dissoldre l'any 2000.

## Geografia
Amb una superfície de 1,597.68 km2 (616.87 sq mi) és  a Norfolk Sand Plain, a la zona de vida Carolinian, el tipus de sòl del comtat de Norfolk és franco-arenós, la terra més fèrtil d'Ontario. Amb un clima suau i una llarga temporada de creixement, la regió ha estat durant molt de temps el centre del cinturó de tabac d'Ontario. No obstant això, molts agricultors han començat a diversificar les seves tries de cultius incloent fruites i verdures, lavanda, ginseng, avellanes i goji a mesura que el consum de tabac va disminuint. El 2004 es va estrenar el documental Tobacco's Last Stand, que destacava l'efecte sobre la producció de tabac a la regió.
Un atractiu natural important de Norfolk és Long Point, una llenca de terra de 40 quilòmetres (25 mi) que s'endinsa al llac Erie. Juga un paper crucial en la migració d'aus de l'est de l'Amèrica del Nord i fou designada Reserva Mundial de la Biosfera de la UNESCO el 1986. En aquest lloc s'hi han constituït les reserves naturals de Long Point National Wildlife Area i Long Point Provincial Park. Més del 25% del comtat de Norfolk es considera forestal, especialment a prop de les principals comunitats i llogarets que esquitxen el comtat.

## Demografia
En el cens de població del 2021 realitzat per Statistics Canada, el comtat de Norfolk tenia una població de 67.490 habitants que vivien en 27.594 llars, del total de habitatges 30.085 del comtat, un canvi del 5,4% 54,0% respecte la població registrada al 2016 (64.044 hab.). Norfolk tenia una densitat de població de 42,2/km² el 2021.
Segons el cens de Statistics Canada del 2016:
L'ingrés medià de les persones de 15 anys o més era de 32.301 C$.
- Guanys mitjans de totes les persones amb ingressos: 40.045 C$
- Perfil racial:
  - 95,4% blanc
  - 2,8% aborígens
  - 0,9% negre
  - 0,9% asiàtics

| Europeu                                                             | 61.880 | 9.344,00% | 59.240 | 949,0%    | 58.400 | 9.518,00% | 59.680 | 9.648,00% | 58.010 | 9.676,00% |
| Indígena                                                            | 2.120  | 32,0%     | 1.795  | 288,00%   | 1.945  | 317,00%   | 1.150  | 186,00%   | 950    | 158,00%   |
| africana                                                            | 650    | 98,00%    | 575    | 92,00%    | 370    | 6,0%      | 405    | 65,00%    | 405    | 68,00%    |
| Àsia sud-oriental                                                   | 370    | 56,00%    | 225    | 36,00%    | 130    | 21,00%    | 60     | 1,0%      | 50     | 8,00%     |
| Àsia meridional                                                     | 345    | 52,00%    | 115    | 18,00%    | 100    | 16,00%    | 80     | 13,00%    | 115    | 19,00%    |
| Àsia oriental                                                       | 335    | 51,00%    | 250    | 4,0%      | 190    | 31,00%    | 295    | 48,00%    | 185    | 31,00%    |
| Llatinoamericà                                                      | 245    | 37,00%    | 95     | 15,00%    | 60     | 1,0%      | 125    | 2,0%      | 100    | 17,00%    |
| Orient Mitjà                                                        | 80     | 12,00%    | 40     | 6,00%     | 0      | 0%        | 25     | 4,00%     | 40     | 7,00%     |
| Altres                                                              | 200    | 3,0%      | 95     | 15,00%    | 125    | 2,0%      | 30     | 5,00%     | 110    | 18,00%    |
| Respostes totals                                                    | 66.225 | 9.813,00% | 62.425 | 9.747,00% | 61.360 | 9.713,00% | 61.860 | 9.888,00% | 59.950 | 9.853,00% |
| Població total                                                      | 67.490 | 100%      | 64.044 | 100%      | 63.175 | 100%      | 62.563 | 100%      | 60.847 | 100%      |
| Nota: totals superiors al 100% degut a respostes de múltiple opció. |        |           |        |           |        |           |        |           |        |           |

## Història

### Prehistòria
La zona de l'actual comtat de Norfolk fou un centre de la cultura Princess Point (c. 500 dC – 1000 dC) al final del seu desenvolupament. L'activitat inicial dels Princess Point es concentrà entorn de la península pantanosa de Princess Point, prop de Hamilton . El poble de Princess Point probablement va ser el primer a introduir el cultiu de blat de moro a Ontario, migrant gradualment cap a l'oest, en direcció al riu Grand i les seves fèrtils planes al·luvials. Aquesta migració continuà cap al sud, vers el comtat de Norfolk, el sòl sorrenc del qual, amb un millor drenatge, era més adequat per al cultiu de blat de moro.

### Assentament europeu inicial
El 1669 els exploradors francesos De Galinée i Dollier de Casson havien arribat al que ara és Port Dover, erigint una creu amb les armes de França reclamant la sobirania del rei Lluís XIV sobre la regió del llac Erie el 23 de març de 1670. Una història de la zona escrita el 1898 indica una visita encara més antiga al que ara és el comtat de Norfolk, l'octubre de 1626, per part d'un sacerdot recol·lecte, Laroche-Daillon, amb dos francesos, Grenolle i La Vallee. El sacerdot va passar tres mesos amb la Primera Nació Neutrals. El mateix relat també indica que dos jesuïtes, Breboeuf i Chaurnonot, visitaren els neutrals d'aquesta zona el 1640.
El primer europeu que visqué a la zona, amb els neutrals, fou William (Billy) Smith, fill d'Abraham Smith. Finalment es va establir prop de l'actual Port Rowan el 1793. Aquesta fou la primera comunitat, el Long Point Settlement (prop del que ara és Port Rowan), on els colons lleialistes de l'Imperi Unit construïren molins. Als anys següents es posaren en marxa serradores i molins fariners i la població va augmentar. Després que es va inspeccionar el lloc de la ciutat a finals del 1700, la zona es va anomenar Charlotte Villa i més tard va ser rebatejada com a Charlotteville.

### Segle XIX
El comtat de Norfolk es va crear primigèniament el juliol de 1792 com a circumscripció electoral amb l'objectiu de poder tenir un membre a la nova Assemblea Legislativa de l'Alt Canadà, i es descrivia com si tingués el següent territori:
| « | (català) ... que delimita al nord i a l'est pel comtat de Lincoln i el riu La Tranche, ara anomenat Thames, al costat sud pel llac Erie fins que es troba amb el Barlue (sic), que s'anomenarà riu Orwell, d'allà per una línia que va cap al nord setze graus a l'oest fins que es creua amb el riu La Tranche o Thames, i d'allà amunt pel riu esmentat fins que es troba amb el límit nord-oest del comtat de York. | (anglès) ... to be bounded on the north and east by the county of Lincoln and the River La Tranche, now called the Thames, on the south side by the lake Erie until it meets the Barlue (sic), to be called the Orwell River, thence by a line running north sixteen degrees west until it intersects the river La Tranche or Thames, thence up the said river until it meets the northwest boundary of the county of York. | » |

El comtat de Norfolk va ser reduït de mida el 1798, passant parts als comtats d'Oxford, Middlesex i Haldimand, i formant part del districte de London. Estava formada pels següents townships:
- Charlotteville
- Houghton
- Middleton
- Rainham
- Townsend
- Walpole
- Walsingham
- Windham
- Woodhouse

El 1826 els townships de Rainham i Walpole foren traslladats al comtat de Haldimand, al districte de Niagara, degut a la seva distància del palau de justícia de London.
La comunitat que ara és Simcoe s'establí per primer cop quan el tinent governador Simcoe va donar terres a Aaron Culver el 1795 amb l'acord que hi construiria molins. Després d'entrar en funcionament es formà un llogaret el 1812, tot i que va ser incendiat per les tropes estatunidenques el 1814. Entre 1819 i 1823, Culver dissenyà un poblat; els carrers van ser estudiats entre 1835 i 1836 o 1837.
El comtat jugà un paper clau en la Guerra de 1812. Al 1813 a  Charlotteville es construí el Fort Norfolk (prop de Vittoria i Normandale) amb capacitat per a 300 soldats. La batalla de Nanticoke, contra les tropes estatunidenques, fou un esdeveniment important el 1813. A l'agost de 1812, el general de divisió Isaac Brock va reunir una força d'uns quants soldats regulars i milícia a Port Dover. Creuant el llac amb bots arribaren a Amherstburg (també a l'Alt Canadà) i després atacaren i capturar l'exèrcit estatunidenc de Hull a Detroit. Més tard les forces estatunidenques incendiaren Port Dover. El 1814 les forces estatunidenques cremaren Port Dover, Port Ryerse i l'assentament de Walsingham.
El 1837 el comtat de Norfolk es va separar del districte de London per a formar el districte de Talbot, i Simcoe fou declarada district town.  A principis de 1850 el districte fou abolit i substituït pel comtat de Norfolk per a finalitats municipals.
Com que el comtat estava densament cobert de boscos, la tala d'arbres esdevingué una important indústria entre 1860 i 1880. L'agricultura, però, encara fou més important, amb el blat com a cultiu principal fins al 1880 i després el blat de moro i la civada.
El ferrocarril South Norfolk Railway començà la seva activitat al comtat el 1889. Fins i tot abans, el ferrocarril Hamilton and Lake Erie Railway (H&LER) va començar a funcionar el 1873, però es va fusionar amb el ferrocarril Hamilton and North-Western Railway, que va completar el tram final fins a Port Dover i Jarvis a mitjans de la dècada de 1870.

#### Townships històrics
Townships del comtat de Norfolk el 1798:
- Charlotteville
- Houghton
- Middleton
- Rainham
- Townsend
- Walpole
- Walsingham
- Windham
- Woodhouse

El 1826 els townships de Rainham i Walpole foren transferits al comtat de Haldimand, al districte de Niagara, degut a la seva distància del palau de justícia de London. Walsingham era originalment un township, però es va dividir en North i South Walsingham el 1881.
Abans de la seva fusió amb Haldimand el 1974, Norfolk estava formada per vuit townships. Tot i que ja no són entitats polítiques, continuen sent townships geogràfics que figuren en la descripció legal de les terres amb finalitats topogràfiques, i les seves àrees encara es mostren als mapes per comoditat.

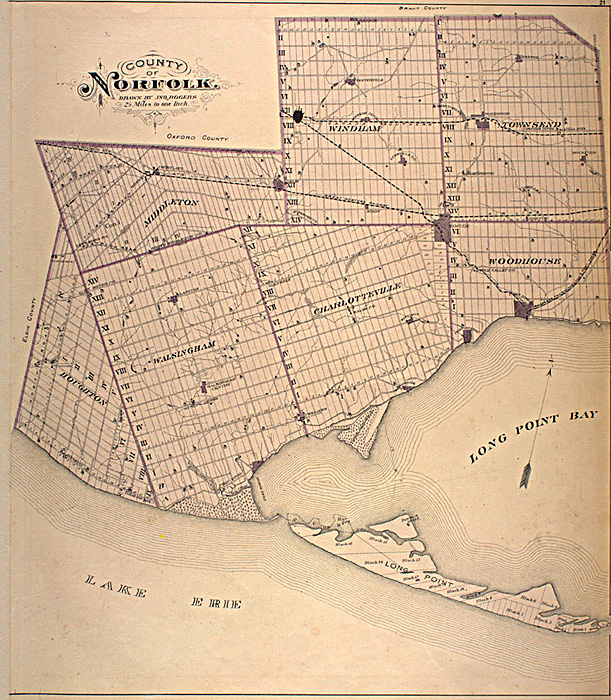
Mapa del comtat de Norfolk de 1877, que mostra els townships històrics.

| Township         | Seu del township |
| Charlotteville   | Vittoria         |
| Houghton         | Fairground       |
| Middleton        | Delhi            |
| North Walsingham | Langton          |
| South Walsingham | Port Rowan       |
| Townsend         | Waterford        |
| Windham          | Windham Centre   |
| Woodhouse        | Port Dover       |

### Segle XX
A principis del 1900 les hortes i els conreus de fruits no peribles eren més típics. el 1920 s'inicià la popularització del cultiu del tabac va començar.
A la dècada del 1920 el turisme contribuia significativament en l'economia. Els centres turístics d'estiu de Port Dover, Port Ryerse, Normandale, Fisher's Glen, Turkey Point i Port Rowan atreien molts visitants d'estiu. Tanmateix, Norfolk era principalment agrícola, amb fruites i verdures com a cultius principals. Un informe de 1924 afirma que "les pomes de Norfolk s'han tornat preeminents en dos hemisferis"; milers de barrils de pomes s'enviaven cada any i la indústria conservera també hi tenia lloc, amb empreses com Dominion Canners i St. Williams Fruit Preservers. També hi havia algunes fàbriques a Port Dover i Waterford, mentre que Port Dover era un important centre pesquer, enviant peix tant al Canadà com als Estats Units.
Un informe del 1924 també parla d'un ferrocarril elèctric que s'havia introduït "en els darrers anys". Aquest era el Grand River Railway que connectava Hespeler, Berlin (més tard anomenada Kitchener) i Waterloo amb connexió a Brantford i Port Dover:
| « | (català) Probablement la fita més important dels darrers anys a Norfolk ha estat la introducció d'un servei ferroviari elèctric, mitjançant el qual els productes d'aquesta rica regió agrícola es poden transportar ràpidament als mercats urbans, i que ha beneficiat enormement la gent de Norfolk per la facilitat amb què ara es poden fer viatges de curta distància. A més, el principal port lacustre de Norfolk ha obtingut beneficis incalculables del nou servei radial i la perspectiva del reconeixement futur de Port Dover com el port més important del llac Erie és brillant, sobretot si les instal·lacions portuàries latents reben l'assistència, que fa temps que demana el govern federal. | (anglès) Probably the most important achievement of recent years in Norfolk has been the introduction of an electric railway service, by which the produce of this rich agricultural region can be speedily transported to urban markets, and which has greatly benefited Norfolk people by the facility with which short distance travelling may now be accomplished. In addition, Norfolk's chief lake port has reaped untold benefit from the new radial service and the prospect for future recognition of Port Dover as Lake Erie's foremost port is very bright, particularly if the latent harbor facilities receive long overdue assistance from the Federal Government. | » |

### Norfolk township
El 1974, seguint l'assessorament d'un informe de Milt Farrow, un "assessor especial" nomenat pel govern d'Ontario, els townships de Houghton, North Walsingham, South Walsingham, part de Middleton i el village de Port Rowan es fusionaren per a formar el township de Norfolk. Aquesta entitats política existí entre 1974 i 2000.
L'1 de gener de 2001 Norfolk es fusionà amb Delhi, Simcoe i part de Nanticoke per formar un Norfolk ampliat. Aquest township canvià immediatament el seu nom oficial a comtat de Norfolk, i l'assessor especial Milt Farrow diria més tard en entrevistes publicades, que hauria d'haver recomanat aquests noms. Com que ja no tenen townships ni altres subdivisions municipals per sota seu, cap dels dos township és un veritable govern de "comtat" en el sentit tradicional; legalment es classifiquen com a ciutats.

### Creixement de Norfolk
Els townships de Delhi i Norfolk, el town de Simcoe i la meitat occidental de  la ciutat de Nanticoke es fusionaren per formar "Town of Norfolk". A més, moltes comunitats més petites com Port Dover i Port Rowan ara formen part del "comtat de Norfolk". La primera ordenança del municipi recentment format va ser canviar el nom a Comtat de Norfolk.
El gener de 2005 el comtat va presentar un nou escut d'armes que incloïa símbols naturals associats amb el comtat: bosqueroles encaputxades, un tuliper (Liriodendron tulipifera) i una flor Cornus florida.
La primera alcaldessa del comtat, Rita Kalmbach, fou succeïda el 2007 per Dennis Travale, qui exercí durant dos mandats com a alcalde. El succeí Charlie Luke durant un mandat. Kristal Chopp fou elegida el 2018, sent succeïda al càrrec per Amy Martin el 2022. El 2010 es posà en marxà un sistema de trànsit al comtat de Norfolk .

## Cultura
La Biblioteca Pública del Comtat de Norfolk té sucursals a Delhi, Port Dover, Port Rowan, Simcoe i Waterford. La sucursal de Simcoe, un lloc històric d'Ontario, obrí el 1884 al carrer Peel després que es tanqués un institut de mecànica i propietat fos donat per a la creació d'una biblioteca pública gratuïta. L'edifici original estigué en ús fins al 1912, quan fou substituït per un nou edifici de biblioteca construït com una de les Carnegie libraries.
El festival South Coast Jazz ha atret milers de visitants a la regió, i des del seu inici el 2014 hi ha artistes com Holly Cole, David Sanborn, Oakland Stroke.

### Museu de Port Dover
El Port Dover Harbour Museum, ubicat en el que fou antigament una barraca on els pescadors adobaven les xarxes, commemora la indústria pesquera de Port Dover. Les galeries presenten exposicions sobre l'època de la navegació comercial, sobre els naufragis al llac Erie, la construcció naval, Long Point, la Guerra de 1812 i altres aspectes de la vida a la vora del llac en aquesta comunitat. El museu també participa activament en la preservació i presentació del folklore local i les tradicions vives, especialment en les àrees de pesca i història de les ribes llacunes. Des del 2002 el museu exposa una col·lecció d'artefactes del naufragi del vaixell de vapor Atlantic de 1852. Una exposició notable commemorava el bicentenari de l'incendi de Dover Mills, un llogaret cremat pels soldats estatunidencs l'any 1814. El town de Port Dover s'establí més tard quan es va dragar el port a la desembocadura del riu Lynn.

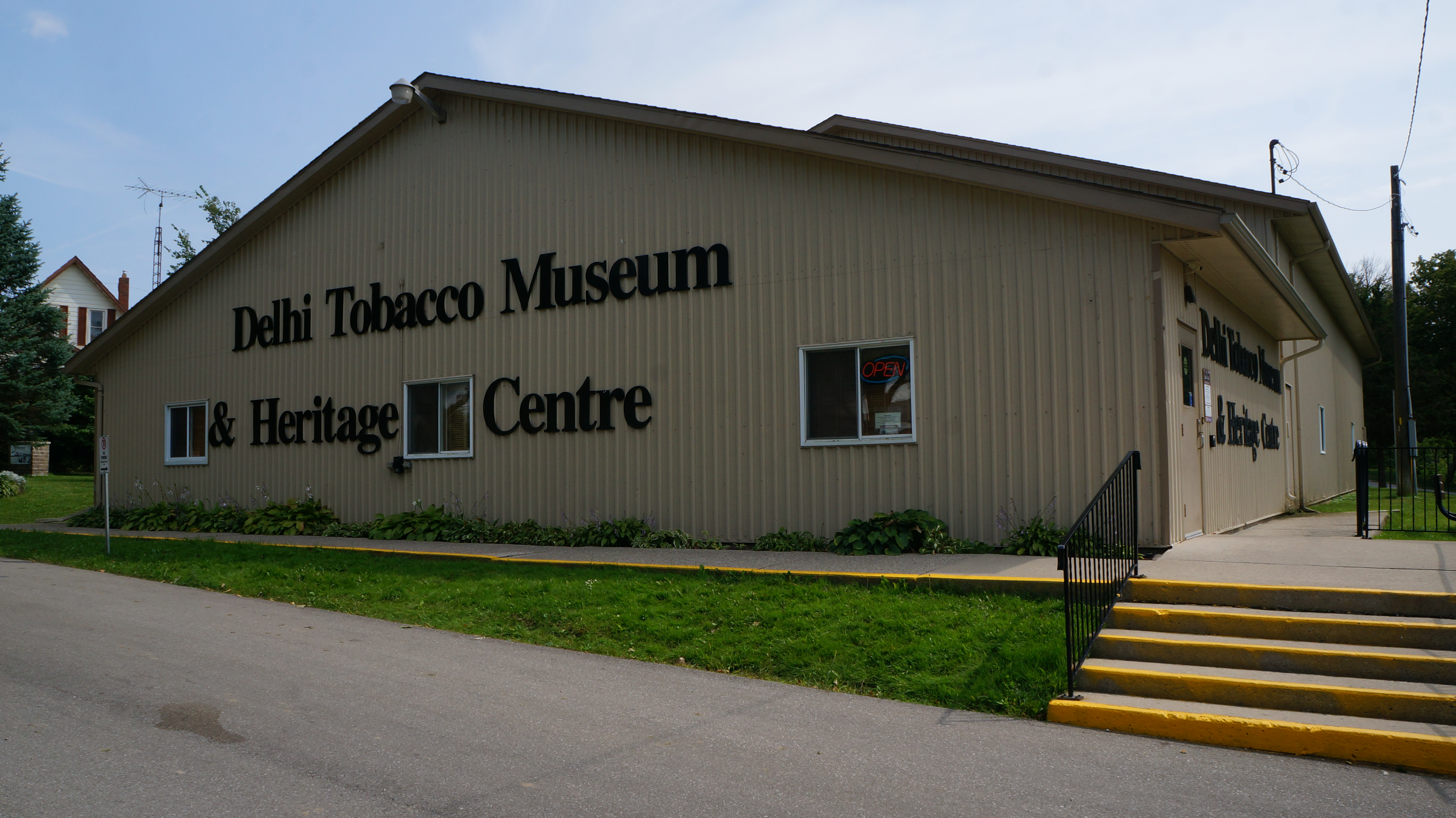
Delhi Tobacco Museum & Heritage Centre

### Fires i festivitats
Port Dover és la seu d'una concentració de motoristes que es fa cada divendres 13. Simcoe és conegut pels esdeveniments comunitaris anuals, com ara el Lynn River Music and Arts Festival, així com el Simcoe Panorama (desembre). Port Rowan també acull un Bayfest anual.
El recinte firal del comtat de Norfolk acull el Norfolk Wildlife and Adventure Show, l’Eat & Drink Norfolk i la Norfolk County Fair and Horse Show (octubre), la fira del comtat més gran del Canadà, que se celebra cada cap de setmana d'acció de gràcies a l'octubre. A més de les tradicionals competicions agrícoles i artístiques, ofereix importants espectacles a les tribunes que inclouen demo derbys, monster trucks, tractor pulls i concerts amb entrades exhaurides amb els artistes Big n Rich, Barenaked Ladies, Burton Cummings, Dallas Smith i Carly Rae Jepsen.

### Gentlemen of the Road
L'agost de 2013 Mumford & Sons va organitzar una parada de 4 dies del seu festival de música itinerant, anomenat Gentlemen of the Road, al comtat de Norfolk. Va tenir lloc al recinte firal del comtat de Norfolk i es va anomenar Gentlemen of the Road Simcoe Stopover. Van assistir-hi 35.000 espectadors, així com molts recursos de fora del town la ciutat per a la producció de l'esdeveniment. L'objectiu d'aquesta gira era ser un estímul econòmic per a petits pobles de diverses parts del món, on tenien lloc les seves parades festives. La banda va animar els assistents al festival a gastar els seus diners localment a cada parada. Simcoe i Norfolk no van ser diferents, on es va estimar que la gira va atreure fins a 10 milions de dòlars en ingressos turístics.

### Turisme i atraccions
Els principals atractius turístics turístiques del comtat de Norfolk són els ports, les ciutats i els pobles al llarg del llac Erie, que el la municipalitat promou com Ontario's Garden. Entre aquests towns hi ha Port Dover, Turkey Point i Long Point. La pesca és una altra atracció turística clau, així com l'observació d'aus, el senderisme, l'acampada i el ciclisme. L'agroturisme és una altra atracció en expansió per als turistes que vénen al comtat de Norfolk, amb el desenvolupament de cellers vitícoles i nombrosos minoristes de venda de proximitat de les granges. Els Whistling Gardens de Wilsonville, al nord-est del comtat de Norfolk, són el jardí botànic d'accés públic més nou d'Ontario i un dels pocs de gestió privada al Canadà. El 2014 fou un dels 10 llocs més sorprenents de Norfolk en una eina de mapatge social creada per les Reserves de la Biosfera de la UNESCO d'Ontario.